# Црква Светог Архангела Михаила у Торонту
Српска православна црква Светог Архангела Михаила је православна црква у Торонту, главном граду канадске провинције Онтарио.
Црква је посвећена Светом Архангелу Михаилу и друга је по реду српска православна црква изграђена у Торонту. Због турбулентне историје, црква не потпада ни под једну црквену јурисдикцију.

## Историјат
Црква је изграђена 1889. године као англиканска црква и користили су је англиканци до 1914. године. Године 1964. купила ју је српска заједница у Канади да служи као друга српска православна црква у граду (прва је Црква Светог Саве). Црква се налази на северозападном углу улица Блур и Делавер у Доверкорт парку, прекопута метро станице Осингтон. Стилски, зграда цркве синтетише српске и касновизантијске архитектонске стилове. Црква има две куполе и велики број бакарних украса.
Разлог тражења друге цркве био је раскол из 1963. године када су Срби у Северној Америци, узнемирени што патријарх Герман одржава везе са Савезом комуниста Југославије, формирали Слободну српску православну цркву која је постојала до 1992. године када је новопостављени патријарх Павле посетио Северну Америку и вратио цркву у пуно канонско јединство са Патријаршијом у Београду. Након тога, Црква Светог Архангела Михаила припала је канонској Епархији за Америку и Канаду.
Патријарх српски Павле служио је доксологију у Цркви Светог Архангела Михаила у Торонту, 20. октобра 1992. године. Саслуживали су митрополит новограчанички Иринеј и епископ жички Стефан.
Црква је била део канонске Епархије за Америку и Канаду све до јуна 2009. године. У јуну 2009. године извршена је арондација епархија Српске православне цркве у Северној и Јужној Америци којом је Црква Светог Архангела Михаила пренета из Епархије за Америку и Канаду у Епархију канадску. Чланови управног одбора црквено-школске општине су се успротивили и као резултат овог унутрашњег сукоба, парохија је прешла из српске православне јурисдикције у неканонску јурисдикцију Грчке православне цркве (Свети Синод у отпору) под архиепископијом Етна (Калифорнија). Прва литургија под новом јурисдикцијом била је у недељу 11. априла 2010. године.
У 2014. години, када је парохија прославила педесет година постојања, Свети синод у отпору се ујединио са Грчком истински православном црквом и формално престао да постоји. Овим је парохија пребачена на Митрополију грчке истински православне цркве Америке (грчки старокалендарци).
Од 2015. године парохија није у саставу ниједне епархије и регистрована је као корпорација. Још увек се понекад назива Слободном српском православном црквом.